# Obična visibaba
Obična visibaba (lat. Galanthus nivalis), trajnica u rodu visibaba, porodica zvanikovki. Jedna je od dviju vrsta visibaba koja raste u Hrvatskoj. Raširena je po cijeloj Europi, osim što je naturalizirana po Skandinaviji, Belgiji, otoku Velika Britanija i Nizozemskoj.
Njezino ime nivalis znači snježno bijel, po boji njezinih pognutih cvjetova koji se pojavljuju već topljenjem snijega. Biljka raste iz lukovice, a naraste do 20cm visine. Iz lukovice visibabe izdvojen je alkaloid galantamin koji usporava alzheimerovu bolest i staračku demenciju

## Narodni nazivi
- visibaba (Hr), Domac, R., 1994 4,
- babji klimpač (Hr), Šulek, B., 1879 1256,
- cinglica (Hr), Šulek, B., 1879 1256,
- debeloglavka (Hr), Šulek, B., 1879 1256,
- deklica (Hr), Šulek, B., 1879 1256,
- dremavka (Hr), Šulek, B., 1879 1256,
- dremenka (Hr), Šulek, B., 1879 1256,
- dremovac (Hr), Šulek, B., 1879 1256,
- dremuljka (Hr), Šulek, B., 1879 1256,
- drimovac (Hr), Šulek, B., 1879 1256,
- podremak (Hr), Šulek, B., 1879 1256,
- pedremun (Hr), Šulek, B., 1879 1256,
- podremušak (Hr), Šulek, B., 1879 1256,
- rigelčiki (Hr), Šulek, B., 1879 1256,
- snowdrop (En)